# 빅토르 수호루코프
빅토르 이바노비치 수호루코프(러시아어: Виктор Иванович Сухоруков, PAR, 1951년 11월 10일 ~ )는 러시아의 배우이다.

## 출연 작품
- 파라다이스 (2016)
- 오를레앙 (2015)
- 설레셜 카멜 (2015)
- 22분: 아덴만 구출작전 (2014)
- 야쿠자 걸 (2010)
- 조용한 영혼들 (2010)
- 소니 (2009)
- 최고의 날들 (2008)
- 오스트로브 (2006)
- 더 아이리스 이펙트 (2004)
- 스키조 (2004)
- 테오리야 자포야 (2003)
- 사냥꾼 페도 (2001)
- 호색한 (1998)